# Claes Dinkelspiel
Claes Adolf Roger Dinkelspiel, född den 11 februari 1941 i Engelbrekts församling i Stockholm, är en svensk finansman. Han har varit verksam i familjeföretaget Öhman och är ordförande i internetbanken Nordnet. Han har suttit i styrelserna för företagen Prevas och Intelecta.
Han är son till Max Dinkelspiel, bror till Ulf Dinkelspiel och far till Tom Dinkelspiel, vd på Öhman.

## Utmärkelser och priser
- H. M. Konungens medalj i guld av 12:e storleken (Kon:sGM12, 2018) för förtjänstfulla insatser inom svensk demensvård[5]